# Blitzortung

Animovaná mapa bouře nad Evropou 16. srpna 2020 podle údajů sítě Blitzortung

Blitzortung je projekt občanské vědy zaměřený na mapování bouřek. Tato nekomerční komunitní aktivita amatérských zájemců o meteorologii je založena na metodě ToA (Time of Arrival).
Blitzortung byl založen v roce 2005 německým programátorem Egonem Wankem. K monitoringu blesků využívá síť přibližně 1800 stanic v 83 zemích, které provozují dobrovolníci bez nároku na odměnu. Přijímač má detektor ionizujícího záření, který ve spojení s GPS určí čas a místo každého bleskového výboje. Údaje z jednotlivých stanic jsou pomocí geoinformatiky zpracovávány do bouřkových map, které jsou publikovány bezplatně. Na internetových stránkách blitzortung.org je tak možno sledovat průběh bouřek v reálném čase.
K zapojení do projektu je třeba pořídit si stanici pro detekci rádiových vln s velmi nízkou frekvencí (3-30 kHz). Pořizovací cena stanice se odhaduje na 300 eur. Detektor je třeba umístit v dostatečné vzdálenosti od možných zdrojů elektromagnetického rušení.
Údaje sítě Blitzortung byly využity např. při vyšetřování příčin lesních požárů v australské lokalitě Gospers Mountain v prosinci 2019.